# Matt Cartwright
Matthew Alton Cartwright (ur. 1 maja 1961 w Erie) – amerykański polityk, członek Partii Demokratycznej.

## Życiorys
Od 3 stycznia 2013 jest kongresmenem - w latach 2013-2019 przez trzy kadencje był przedstawicielem siedemnastego, a od 2019 ósmego okręgu wyborczego w stanie Pensylwania w Izbie Reprezentantów Stanów Zjednoczonych.